# Neotanygastrella janeae
Neotanygastrella janeae är en tvåvingeart som beskrevs av Bock 1982. Neotanygastrella janeae ingår i släktet Neotanygastrella och familjen daggflugor. Inga underarter finns listade i Catalogue of Life.